# Diaphanogryllacris simulator
Diaphanogryllacris simulator is een rechtvleugelig insect uit de familie Gryllacrididae. De wetenschappelijke naam van deze soort is voor het eerst geldig gepubliceerd in 1999 door Gorochov & Woznessenskij.